# 穆拉佐
穆拉佐（義大利語：Mulazzo），是意大利托斯卡纳大区马萨-卡拉拉省的一个市镇。总面积62平方公里，人口2647人，人口密度42.7人/平方公里（2009年）。ISTAT代码为045012。

## 友好城市
- 法國 皮洛朗斯